# Dàrsena de Cubelles
La dàrsena de Cubelles és la zona de presa d'aigües de l'antiga central tèrmica ubicada a Cubelles. Feia les funcions de captació i retorn al mar de l'aigua necessària per refredar la central.
Actualment és aprofitada per la pràctica de la pesca i esports nàutics.
Es planteja l'arranjament de la dàrsena amb l'objectiu d'habilitar un nou port esportiu amb una capacitat de 400 amarratges en una superfície de 138.000 m².